# Ortopatia
Ten artykuł opisuje teorie, metody lub czynności niezgodne ze współczesną wiedzą medyczną.
Ortopatia (z gr. ορθό, ortho – „właściwy” i πάθος, pathos „cierpienie”) lub inaczej Higiena Naturalna (ang. Natural Hygiene (NH)) jest to praktyka pseudomedyczna zaliczana do medycyny niekonwencjonalnej pochodząca z ruchu Nature Cure. Zwolennicy tej praktyki uważają, że dieta, post i inne działania związane ze stylem życia są podstawą w zapobieganiu chorobom i ich leczeniu, mimo braku naukowych dowodów na jej skuteczność. Ortopatia jest obecnie uznanwana za praktykę pseudomedyczną, zakładającą szkodliwe dla organizmu ludzkiego praktyki jak np. głodówki, jednak wywodzi się z XIX wiecznego pojęcia Higieny, która podważała ówczesne nieskuteczne i często szkodliwe praktyki medyczne, zwane allopatią lub ang. heroic medicine.

## Historia
Za twórcę ortopatii uznawany jest Herbert McGolphin Shelton, który w 30 opublikowanych w pierwszej połowie XX wieku książkach formalizuje to pojęcie. Jego pierwsza praca to wydana po raz pierwszy w 1926 roku Living Life to Live it Longer. W tym samym roku zaczyna praktykować ortopatię, podając się na lekarza (za co jest trzykrotnie aresztowany i skazywany za karę grzywny). W 1928 założył Dr. Shelton’s Health School in San Antonio gdzie zaczyna nauczać zasad ortopatii.
Prace Herberta M. Sheltona bazują na poglądach Isaaca Jenningsa, amerykańskiego lekarza, który w latach 20. XIX sprzeciwiał się ówczesnym praktykom medycznym, uważanym obecnie za nieskuteczne i toksyczne (np. lewatywy z dymu tytoniowego). Jako alteretywę Jennings proponuje właściwie odżywianie, odpoczynek i zmianę stylu życia, uznając je za najistotniejsze praktyki w zapobieganiu chorobom i ich leczeniu. Herbert M. Shelton powołuje się również na amerykańskiego pastora Sylvestera Grahama i brytyjskiego lekarza Thomas Allinson, którzy byli propagatorami idei wpływu diety, zwłaszcza spożywania pieczywa pełnoziarnistego, na zdrowie.